# Бернак-Десюс
Берна́к-Десю́с (фр. Bernac-Dessus, окс. Bernac Dessús) — коммуна во Франции, находится в регионе Юг — Пиренеи. Департамент — Верхние Пиренеи. Входит в состав кантона Семеак. Округ коммуны — Тарб.
Код INSEE коммуны — 65084.

## География

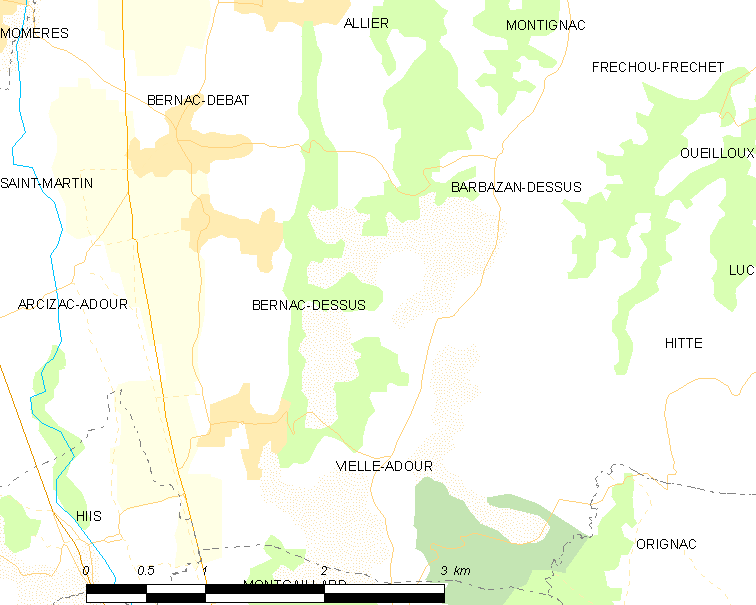
Карта коммуны

Коммуна расположена приблизительно в 660 км к югу от Парижа, в 120 км юго-западнее Тулузы, в 9 км к юго-востоку от Тарба.
Коммуна расположена в местности Бигорр. По территории коммуны проходит канал Аларик.

## Климат
Климат умеренно-океанический с солнечной тёплой погодой и обильными осадками на протяжении практически всего года.

## Население
Население коммуны на 2010 год составляло 306 человек.
| 1962 | 1968 | 1975 | 1982 | 1990 | 1999 | 2010 |
| ---- | ---- | ---- | ---- | ---- | ---- | ---- |
| 215  | 179  | 220  | 257  | 278  | 323  | 306  |

## Администрация
| Период | Период | Фамилия      | Партия                              | Примечания |
| ------ | ------ | ------------ | ----------------------------------- | ---------- |
| 1976   | 1989   | Этьен Кармуз |                                     |            |
| 1989   | 1995   | Жозеф Бушара | Французская коммунистическая партия |            |
| 1995   | 2001   | Этьен Кармуз |                                     |            |
| 2001   | 2020   | Андре Барре  |                                     |            |

## Экономика
В 2010 году среди 203 человек трудоспособного возраста (15-64 лет) 150 были экономически активными, 53 — неактивными (показатель активности — 73,9 %, в 1999 году было 72,9 %). Из 150 активных жителей работали 137 человек (72 мужчины и 65 женщин), безработных было 13 (6 мужчин и 7 женщин). Среди 53 неактивных 18 человек были учениками или студентами, 24 — пенсионерами, 11 были неактивными по другим причинам.